# Ingrid Kreuzer
Ingrid Kreuzer, geb. Oßmann (* 21. März 1926 in Pethau, Oberlausitz; † 24. Dezember 2004 in Siegen) war eine deutsche Literaturwissenschaftlerin, Kunsthistorikerin und Autorin, die unter dem Pseudonym Angelika Jakob auch Erzählungen und Gedichte veröffentlichte.

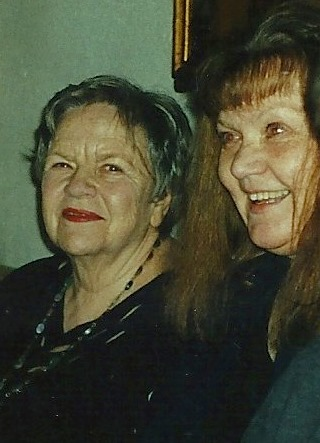
Ingrid Kreuzer (im Hintergrund) zusammen mit der befreundeten Literaturwissenschaftlerin Doris Rosenstein, 1997

## Leben
Ingrid Kreuzer studierte von 1944 bis 1953 Kunstgeschichte, Germanistik und Klassische Archäologie an den Universitäten in Breslau, Halle (Saale), Göttingen und Tübingen. 1953 promovierte sie in Tübingen bei Georg Weise mit einer kunsthistorischen Arbeit zu Johann Joachim Winckelmanns Ästhetik der plastischen Kunst; es schlossen sich Forschungsarbeiten zur Plastik der Renaissance und des Frühbarock im nördlichen Spanien an. Im selben Jahr 1953 heiratete sie den Literaturwissenschaftler Helmut Kreuzer, mit dem sie freiberuflich seit den späten 1950er Jahren literaturwissenschaftlich eng zusammenarbeitete und dessen Hochschulkarriere mit den Stationen Stuttgart, Saarbrücken, Bonn und Siegen sowie Houston/Texas (Gastprofessuren 1977 bis 1985) sie nachhaltig beförderte. In diese Zeit reichen auch ihre ersten literarischen Versuche zurück.
Als Wissenschaftlerin veröffentlichte Ingrid Kreuzer u. a. über Gotthold Ephraim Lessing, Johann Wolfgang Goethe, Ludwig Tieck, Friedrich Hebbel, Martin Beradt, Martin Walser, Hermann Lenz, Robert Müller und die englischen Angry Young Men. Als Autorin Angelika Jakob trat sie mit Gedichtsammlungen wie Zwölf Gedichte (1982), Grauer Stein und Gelbe Flügel (1986) und Meine Flügel im Rucksack (1996) sowie mit Erzählbänden wie Amie (1982; geschrieben 1958), Flieg, Schwesterlein, flieg (1984) und Die Lady und der Boy (1989) hervor. In ihrer poetischen Annäherung an Annette von Droste-Hülshoff Muß wandeln ohne Leuchte (1994) kommt ihre Doppelbegabung als Wissenschaftlerin und Autorin in besonderer Weise zum Ausdruck.

## Auszeichnungen (Auswahl)
- 1989 Förderpreis für Literatur der Stadt Siegburg
- 1992 Stipendium der Stiftung Kulturaustausch Niederlande-Deutschland
- 1992 Leipziger Literaturpreis, Sonderpreis
- „Woman of the Year 2000“ des American Bibliographical Institute

## Schriften (Auswahl)

### Monografien (als Ingrid Kreuzer)
- Studien zu Winckelmanns Ästhetik. Normativität und historisches Bewußtsein. Berlin 1959 (überarbeitete Fassung der Diss., Tübingen 1953).
- Zusammen mit Georg Weise: Die Plastik der Renaissance und des Frühbarock im nördlichen Spanien: Aragon Navarra, die baskischen Provinzen und die Rioja. Tübingen o. J.
- Entfremdung und Anpassung. Die Literatur der Angry Young Men im England der fünfziger Jahre. München 1972, ISBN 978-3-538-07701-0.
- Märchenform und individuelle Geschichte. Zu Text- und Handlungsstrukturen in Werken Ludwig Tiecks zwischen 1790 und 1811. Göttingen 1983, ISBN 978-3-525-20756-7.
- Literatur als Konstruktion. Studien zur deutschen Literaturgeschichte zwischen Lessing und Martin Walser. Frankfurt/Main 1989, ISBN 978-3-631-40828-5.

### Herausgeber
- Zusammen mit Helmut Kreuzer: Über Hermann Lenz. Dokumente zu seiner Rezeption (1947–1979) und autobiographische Texte. Fink, München 1981, ISBN 978-3-7705-1984-2.
- Zusammen mit Helmut Kreuzer: Deutsche Gedichte zwischen 1918 und 1933. Reclam, Stuttgart 1999, ISBN 3-15-009711-8.

### Literarische Werke (als Angelika Jakob)
- Amie. Erzählung. Frankfurt/Main 1982, ISBN 3-88323-114-2.
- Flieg, Schwesterlein, flieg! Siegen 1984, ISBN 3-922524-16-8.
- Die Lady und der Boy. Erzählungen von Hier und Dort. Eggingen 1989, ISBN 3-925016-36-8.
- Grauer Stein und Gelbe Flügel. Gedichte. Siegen 1996, ISBN 3-922524-35-4.
- Meine Flügel im Rucksack. Paderborn 1996, ISBN 3-89621-038-6.
- Rosinas Kostgänger. Erzählungen. Eggingen 1991, ISBN 3-925016-83-X.
- Muss wandeln ohne Leuchte. Annette von Droste-Hülshoff – eine poetische Biographie. Siegen: Carl Böschen Verlag 1997 (Paderborn 1994), ISBN 3-927104-66-3.
- Liebe im falschen Schuh. Erzählungen. Paderborn 1997, ISBN 3-89621-057-2.
- Stirb oder lies! Und andere Erzählungen. Paderborn 2001, ISBN 3-89621-123-4.